# Cometa Kohoutek

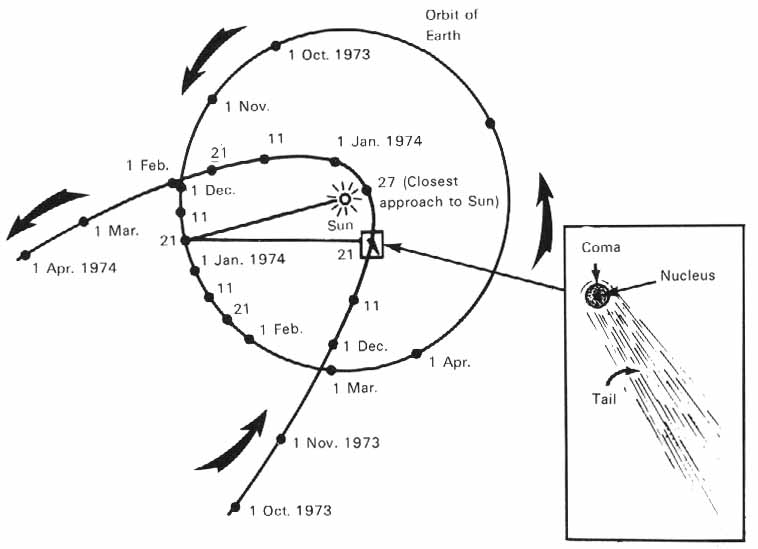
Orbita della cometa e della Terra

La cometa Kohoutek, conosciuta anche come C/1973 E1, 1973 XII e 1973 f, venne osservata per la prima volta dall'astronomo ceco Luboš Kohoutek il 7 marzo 1973. Il 26 dicembre dello stesso anno compì il suo perielio. Molto brillante, lasciava una coda luminosissima nelle notti dopo il perielio.
Fu chiamata dai media come cometa dell'anno perché secondo gli scienziati sarebbe stato un oggetto della Nube di Oort. Quindi, si credeva che entrasse nel sistema solare per la prima volta, lasciando una coda spettacolare. Studi effettuati con telescopi ad infrarossi e ottici hanno però rivelato che la cometa Kohoutek è un oggetto della Fascia di Kuiper, spiegabile per il suo particolare nucleo di roccia e la mancanza di fuoriuscita di gas.
C/1973 E1 non deve però essere confusa con la cometa periodica 75D/Kohoutek, chiamata anch'essa Cometa Kohoutek (così come le Comete C/1969 O1 e C/1973 D1, scoperte anch'esse da Lobos Kohoutek).
La cometa venne osservata dall'equipaggio dello Skylab 4; divenne in questo modo la prima cometa ad essere osservata dall'equipaggio di una navicella spaziale.

## Riferimenti nella cultura di massa
Poiché la cometa Kohoutek scese ben al di sotto delle aspettative, il suo nome divenne sinonimo di fiaschi spettacolari. Tuttavia, divenne piuttosto brillante nelle sere poco dopo il transito al perielio.
Nel 1973, David Berg, fondatore dei Bambini di Dio, affermò che la comparsa della Cometa Kohoutek rappresentava un segnale di sciagura e predisse un evento disastroso negli Stati Uniti nel gennaio del 1974. Il messaggio fu diffuso in tutto il Paese dai membri della setta e numerosi tra loro lasciarono gli Stati Uniti, fondando nuove comunità all'estero. Tuttavia, la predizione era sbagliata e non si verificò alcun evento disastroso.
La Cometa Kohoutek ispirò numerosi musicisti e altri artisti:
- Il gruppo di musica elettronica tedesco dei Kraftwerk intitolò il proprio primo singolo Kohoutek-Kometenmelodie, in onore della cometa, che proprio nel periodo della pubblicazione (fine 1973), raggiunse il suo perielio.
- La band rock Journey intitolò un brano strumentale in onore della cometa nel proprio album di debutto del 1975.
- Anche i R.E.M. intitolarono un loro brano Kohoutek, in onore della cometa, nel 1985, inciso nell'album Fables of the Reconstruction.
- In Celebration Of The Comet - The Coming Of Kahoutek è il titolo di un bootleg dei Pink Floyd circolato tra i fan. Registrato il 17 febbraio 1972, il concerto comprendeva una suite musicale chiamata dal gruppo Eclipse Suite, che successivamente venne registrata nuovamente in studio in The Dark Side of the Moon un anno dopo. Il bootleg fu, per motivi commemorativi, registrato anche ufficialmente su doppio LP e distribuito nel cofanetto Eclipsed Green Box, uscito in edizione limitata di sole 100 copie.
- Sun Ra, eclettico jazzista, sperimentatore e amante dello spazio, dedicò alla cometa un live uscito postumo su disco registrato nel dicembre del 1973 alla Town Hall di New York, dal titolo Celebration for the Comet Kohoutec.
- Il fumettista Charles M. Schulz dedicò alla vicenda della cometa le sue strisce dei Peanuts del 29[3] e 31[4] dicembre 1973 e quelle del 2[5] e 3[6] gennaio 1974. In queste, Snoopy e Woodstock hanno paura che l'avvicinamento di Kahoutek sia il presagio della fine del mondo e decidono di proteggersi nascondendosi sotto una coperta.